# Штайнхаус, Бибиана
Бибиа́на Штайнха́ус (нем. Bibiana Steinhaus; род. 24 марта 1979, Бад-Лаутерберг) — немецкий футбольный судья, капитан полиции Ганновера. Первая женщина-судья в истории Бундеслиги.

## Карьера
До 16 лет выступала за женский клуб «Бад-Лаутерберг» в качестве защитника, однако в 1995 году решила пойти по стопам своего отца и стать футбольным судьёй. Несмотря на то, что судейство стало основным занятием Штайнхаус, она периодически играет в команде полиции Нижней Саксонии.
В 1999 году начала работать в Кубке Германии и Женской Бундеслиге. В 2001 году перешла из Оберлиги (любительского турнира) в Региональную лигу. По словам самой Штайнхаус, там она «прошла настоящую школу выживания и если бы не была сотрудником полиции, вряд ли бы сумела выдержать такое давление».
В 2003 году начала работать во Второй Бундеслиге в качестве помощника судьи. В мае того же года стала одной из судей финала женского Кубка Германии между «Франкфуртом» и «Дуйсбургом».
В 2005 году получила лицензию судьи ФИФА и несколько раз работала на международных матчах и матчах женской Лиги чемпионов. В 2007 году Бибиана получила право обслуживать матчи Второй Бундеслиги. Это вызвало резонанс в СМИ, однако глава судейского комитета Германии Фолькер Рот заявил, что не сомневается в квалификации Бибианы.
Узнала о своём назначении во время 33-го саммита «Большой восьмёрки», проходившего в Германии в начале июня. Тогда Штайнхаус занималась своей основной работой — охраняла порядок во время маршей антиглобалистов — и у неё не было времени как-либо отметить это известие. Однако она отметила, что обслуживать матчи футболистов-профессионалов ей будет гораздо проще, чем игры низших и любительских лиг, поскольку «профессионалы устраивают скандалы с арбитрами гораздо реже».
В сентябре 2007 года судила свой первый матч во Второй Бундеслиге между командами «Падерборн 07» и «Хоффенхайм» (0:2). В том же сезоне она в первый раз приняла участие в Бундеслиге в качестве резервного судьи.
В ноябре 2008 года обслужила один матч молодёжного чемпионата мира среди девушек в Чили. С 23 августа по 10 сентября 2009 года она работала на чемпионате Европы 2009 года в Финляндии, отсудив две игры группы C и четвертьфинал. С 13 июля по 1 августа 2010 года обслуживала матчи чемпионата мира среди девушек в Германии, а в 2012 году — финал футбольного турнира Олимпийских игр в Лондоне.
10 сентября 2017 года обслужила матч между «Гертой» и «Вердером» (1:1), став первой женщиной, отработавшей матч мужской Бундеслиги в качестве главного арбитра.
В сентябре 2020 года объявила о завершении судейской карьеры. Последним матчем, на котором она работала, стал Суперкубок Германии между «Баварией» и дортмундской «Боруссией» (3:2).
Штайнхаус не являлась первопроходцем в женском судействе Германии: в 1995 году два матча Бундеслиги в качестве линейного судьи отработала Гертруда Гебхарт, однако она пропала из поля зрения СМИ.

## Личная жизнь
Штайнхаус замужем за бывшим английским футбольным судьёй Говардом Уэббом с 2021 года. Хобби: спорт, чтение и путешествия.

## Награды
- Спортсменка 2007 года в Ганновере
- Лучший судья Германии: 2007, 2008, 2009 и 2010

## Цитаты
- В интервью изданию Die Welt по поводу работы футбольного судьи:

Работа полицейского похожа на работу футбольного арбитра, особенно тем, что и тому, и другому надо заставлять людей соблюдать определённые правила.
- Об оскорблениях со стороны игроков:

Физически я никогда за свою карьеру арбитра не подвергалась оскорблениям, но в низших лигах тренеры и футболисты невоздержанны на язык. Приходилось выслушивать о себе много такого, о чём никому и никогда не скажешь.
- О назначении на должность судьи Второй Бундеслиги:

У меня даже не было времени, чтобы открыть шампанское и отпраздновать повышение по футбольной службе.
- О работе во Второй Бундеслиге:

Во второй бундеслиге играют на совершенно других скоростях, футболисты более техничны и изобретательны, в том числе и в плане симуляции нарушений. Но меня больше тревожит даже не это, поскольку за время службы в полиции я стала настоящей спортсменкой, а то давление, которое будут оказывать на меня СМИ. Поэтому моя главная задача — быть всегда последовательной во время принятия решений и уметь объяснять свои действия.
- О судействе как таковом:

Я хочу доказать, что возможности мужчин и женщин на этой работе абсолютно равны. Для меня по сравнению с арбитрами-мужчинами не будет никаких привилегий.